# Tischtennis-Europameisterschaft 2000
Die 22. Tischtennis-Europameisterschaft fand vom 21. April bis 1. Mai 2000 in Bremen in der Stadthalle statt. Es war nach 1962, 1978 und 1992 die vierte EM in Deutschland. 46 Herren- und 38 Damenmannschaften nahmen teil, mehr als 400 Aktive kamen aus 46 Nationen.
Für Deutschland holte Qianhong Gotsch Gold im Dameneinzel sowie die Damenmannschaft Silber.

## Spielsystem der Mannschaftswettbewerbe
Die Mannschaften werden gemäß ihrer Spielstärke, basierend auf den Ergebnissen der letzten EM,  in drei Kategorien eingeordnet. Lediglich die Teams in Kategorie 1 können Europameister werden, die Teams in den Kategorien 2 und 3 spielen – im Hinblick auf die nächste Europameisterschaft – um den Auf- oder Abstieg.
In den Kategorien 1 und 2 werden je zwei parallele Sechsergruppen gebildet, die restlichen Teams werden in Kategorie 3 entsprechend viele Parallelgruppen eingeordnet. Konkret ergeben sich in Kategorie 3 bei den Herren zwei Sechser- und zwei Fünfergruppen und bei den Damen zwei Fünfer- sowie eine Vierergruppe.
In jeder Gruppe spielt Jeder gegen Jeden. Die beiden Erst- und Zweitplatzierten in Kategorie 1 erreichen das Halbfinale. Die Dritt- und Viertplatzierten spielen um die Plätze 5 bis 8. Die jeweiligen beiden Letztplatzierten spielen gegen den Abstieg; zwei Mannschaften steigen in Kategorie 2 ab.
Bei einem Mannschaftskampf wird nach dem Modifizierten Swaythling-Cup-System gespielt. Drei Spieler bestreiten maximal zwei Einzel, dazwischen wird ein Doppel ausgetragen, bei dem weitere Spieler eingesetzt werden können.

## Abschneiden der Deutschen

### Mannschaftswettbewerb Herren
Die von Dirk Schimmelpfennig betreute Mannschaft trat in Kategorie 1 in Gruppe B an. Hier gewann sie alle Spiele und belegte den ersten Platz: 4:0 gegen Belgien und England, 4:2 gegen die Tschechische Republik, 4:1 gegen Polen und die Niederlande. Im Spiel gegen Polen verletzte sich Roßkopf. Daraufhin pausierte er gegen die Niederlande, in den folgenden Spielen behinderte ihn seine Verletzung.
Im Halbfinale setzte sich Deutschland mit 4:1 gegen Dänemark durch. Das Endspiel gegen Schweden ging mit 1:4 verloren. Lediglich Timo Boll gewann gegen Peter Karlsson.

### Mannschaftswettbewerb Damen
Die deutschen Damen galten als Favorit dieser EM. Sie starteten in Kategorie 1 in Gruppe A, wo sie durch Siege über Italien, Russland (jeweils 4:0), Schweden, Rumänien und Frankreich (jeweils 4:1) Erster wurden. Im Halbfinale setzen sie sich gegen Kroatien mit 4:0 durch. Das Endspiel verloren sie gegen Ungarn mit 2:4. Später wurde das Verhalten der deutschen Spielerinnen im Anschluss an die Niederlage, insbesondere deren Vorwürfe gegen Trainer Martin Adomeit, als unwürdig kritisiert.

### Herreneinzel
Kein Deutscher Spieler erreichte das Achtelfinale.
Roßkopf verzichtete wegen seiner Verletzung aus dem Polenspiel auf einen Einsatz im Einzelwettbewerb. Peter Franz gewann gegen Stanislav Gorshkov (Ukraine) und Ferenc Pazsy (Ungarn). In Runde 3 schied er gegen Yang Min (Italien) aus. Ebenso weit brachte es Timo Boll nach Siegen über Fedor Kouzmine (Russland) und Andrei Filimon (Rumänien) verlor er gegen den Schweden Jan-Ove Waldner in fünf Sätzen. Torben Wosik setzte sich gegen Umberto Giardina (Italien) und Miroslav Bindatsch (CZE) durch, der spätere Europameister Peter Karlsson (Schweden) war jedoch zu stark. Auch Steffen Fetzner scheiterte nach Siegen über S.Sargsyan (Armenien) und Ferenc Pazsy (Ungarn) ebenfalls an einem Schweden, nämlich Jörgen Persson. Thomas Keinath musste sich zunächst in einer Qualifikationsrunde gegen Teodor Yordanov (Bulgarien) und Sergei Tiapkin (Russland) behaupten. Danach schlug er den Griechen Ioannis Vlotinos, ehe er He Zhiwen (Spanien) in fünf Sätzen unterlag. Lars Hielscher überstand die erste Runde gegen Lehel Demeter (Ungarn), dann verlor er gegen Kalinikos Kreanga (Griechenland).

### Herrendoppel
Roßkopf/Fetzner erreichten bei ihrem letzten gemeinsamen Turnier das Viertelfinale. Trotz des verletzungsbedingten Handicaps von Roßkopf setzten sie sich gegen Adrian Crișan/Andrei Filimon (Rumänien) und Fredrik Håkansson/Peter Karlsson durch, ehe sie an den späteren Turniersiegern Patrick Chila/Jean-Philippe Gatien (Frankreich) scheiterten. Eine Überraschung bedeutete der Einzug ins Halbfinale von Lars Hielscher/Thomas Keinath nachdem sie sich zunächst in der Qualifikationsrunde gegen Daniel Gorak/Bartosz Such (Polen) sowie Raymond Gonzales/Stian Winther (Norwegen) durchsetzten und danach Magnus Molin/Peter Nilsson (Schweden), Danny Heister/Trinko Keen (Niederlande), Kostadin Lengerov/Qianli Qian (Österreich) sowie Slobodan Grujić/Aleksandar Karakašević (Jugoslawien) ausschalteten. Nun verloren sie gegen die späteren Turniersieger Patrick Chila/Jean-Philippe Gatien (Frankreich). Timo Boll/Zoltan Fejer-Konnerth schieden nach einem Sieg über Rade Markovic/Srdjan Milicevic (Jugoslawien) in Runde 2 gegen Kalinikos Kreanga/Ilija Lupulesku (Griechenland/Jugoslawien) aus. Peter Franz/Torben Wosik erreichten Runde 3. Nach einem Freilos gewannen sie gegen die Griechen Konstantinos Papageorgiou/Ioannis Vlotinos und verloren gegen Werner Schlager/Karl Jindrak (Österreich).

### Dameneinzel
Vier deutsche Damen standen im Viertelfinale.
Herausragend war Qianhong Gotsch, die im Einzel Europameisterin wurde. Der Weg dahin führte über Zita Molnar(Ungarn; 3:0), Adela Mesan (Bosnien und Herzegowina; 3:0), Anne Boileau (Frankreich; 3:1), Olga Nemes (Deutschland; 3:0) und Jie Schöpp (Deutschland; 3:0). Im Endspiel gewann sie gegen die Rumänin Mihaela Steff mit 3:2 (-16,20,15,-13,13).
Jie Schöpp schaltete Viera Marcekova (Slowakei), Åsa Svensson (Schweden), Vivien Ellö (Ungarn) und amtierende Europameisterin Ni Xialian (Luxemburg) aus, ehe sie im Halbfinale von Qianhong Gotsch besiegt wurde. Auch Olga Nemes wurde im Viertelfinale von Qianhong Gotsch geschlagen. Zuvor hatte sie gegen Antonela Manac (Rumänien), Oksana Koushtch (Ruland) und Csilla Bátorfi (Ungarn) gewonnen. Jing Tian-Zörnerschied nach Siegen gegen Linda Radford (England), Eva Ódorová (Slowakei) und Irina Palina (Russland) im Viertelfinale gegen Mihaela Steff (Rumänien) aus. Nicole Struse gewann nach einem Freilos gegen Biljana Golic (Jugoslawien) und verlor in Runde 3 gegen Marie Svensson (Schweden). Elke Schall überstand die Partien gegen Michaela Zillner (Österreich), Melisa Muller (Niederlande) und Alessia Arisi (Italien) und verlor im Achtelfinale gegen Mihaela Steff (Rumänien). Sofort in Runde 1 schieden Tanja Hofmann (gegen Wiktoryja Paulowitsch, Weißrussland) und Laura Stumper (gegen Ana Gogorita, Rumänien) aus.

### Damendoppel
Am weitesten kamen Schall/Struse, die Martina Safran/Biljana Todorovic (Slowenien), Alessia Arisi/Laura Negrisoli (Italien) und Eldijana Aganovic/Tamara Boroš (Kroatien) ausschalteten. Im Halbfinale waren Ni Xialian/Peggy Regenwetter (Luxemburg) Endstation. Bis ins Viertelfinale spielten sich Nemes/Jing Tian-Zörner über Martine Hubert/Sophie Thirion (Belgien) und Magdalena Gorowska/Paulina Joanna Narkiewic (Polen), wo sie an den späteren Siegern Csilla Bátorfi/Krisztina Tóth scheiterten. Gotsch/Schöpp besiegten Silvija Erdelji/Agnes Le Lannic (Frankreich) und verloren danach gegen Petra Dermastija/Helena Halas (Slowenien). Hofmann/Stumper kamen gegen Vilma Daunoraviciute/Lina Stankute (Litauen) eine Runde weiter, wo sie gegen Svetlana Ganina/Irina Palina (Russland) ausschieden.

### Mixed
Es starteten sieben Mixedpaarungen mit deutscher Beteiligung.
Das deutsch-griechische Paar Ntaniel Tsiokas/Jie Schöpp erreichte nach Siegen über Srdjan Milicevic/Biljana Golic (Jugoslawien), Ivan Vitsek/Vivien Ellö (Ungarn), Fejer-Konnerth/Nemes (Deutschland) und Christophe Legoût/Anne Boileau (Frankreich) das Halbfinale, wo es den späteren Siegern Aleksandar Karakašević/Rūta Budiene (Serbien/Litauen) unterlag. Diese hatten im Viertelfinale schon Boll/Struse ausgeschaltet, welche vorher gegen Kalun Yu/Floor Tebbe (Niederlande), Jaromir Truksa/Eva Ódorová (Slowakei) und Peter Fazekas/Mária Fazekas (Ungarn) gewonnen hatten. Auch Wosik/Schall erreichten das Viertelfinale, indem sie Bojan Milosevic/Stanislava Stanic (Jugoslawien), Peter Nilsson/Linda Nordenberg (Schweden) und František Krčil/Renáta Štrbíková (Tschechien) aus dem Rennen warfen. Fejer-Konnerth/Nemes gewannen gegen Ivan Juzbasic/Andrea Bakula (Kroatien) und Evgueni Shetinin/Tatsiana Kostromina (Weißrussland) und wurden dann von Ntaniel Tsiokas/Jie Schöpp besiegt. Das englisch-deutsche Paar Matthew Syed/Gotsch erreichte nach Siegen über Teodor Yordanov/Katalina Vitceva-Gatinska (Bulgarien) und Erik Ilias/Valentina Popova (Slowakei) Runde 3, wo es an Ilija Lupulesku/Marie Svensson (Jugoslawien/Schweden) scheiterte. Keinath/Stumper blieben in der Qualifikation nach einem Sieg über Dragutin Surbek jun./Tatjana Tsistjakova (Kroatien/Estland) durch die Niederlage gegen Ron Davidovich/Agathe Costes (Israel/Frankreich) hängen.
Hielscher/Hofmann verloren ihr einziges Spiel in der Qualifikation gegen He Zhiwen/Jessica Hernandez (Spanien).

## Ergebnisse Damen

### Mannschaft
| Platz | Land        | Spieler                                                         |
| ----- | ----------- | --------------------------------------------------------------- |
| 1     | Ungarn      | Csilla Bátorfi Krisztina Tóth Mária Fazekas                     |
| 2     | Deutschland | Qianhong Gotsch Jie Schöpp Olga Nemes Elke Schall Nicole Struse |
| 3     | Kroatien    | Andrea Bakula Tamara Boroš Eldijana Aganovic                    |
| 4     | Russland    | Svetlana Ganina Irina Palina Galina Melnik Oksana Kusch         |

Weitere Platzierungen:
| Platz | Land        |
| ----- | ----------- |
| 5     | Belarus     |
| 6     | Tschechien  |
| 7     | Schweden    |
| 8     | Italien     |
| 9     | Rumänien    |
| 10    | Frankreich  |
| 11    | England     |
| 12    | Niederlande |
| 14    | Luxemburg   |
| 20    | Österreich  |
| 34    | Schweiz     |

### Einzel
| Platz | Land        | Spieler         |
| ----- | ----------- | --------------- |
| 1     | Deutschland | Qianhong Gotsch |
| 2     | Rumänien    | Mihaela Steff   |
| 3     | Kroatien    | Tamara Boroš    |
| 3     | Deutschland | Jie Schöpp      |

Im Viertelfinale waren ausgeschieden:
- Ni Xialian
- Jing Tian-Zörner
- Olga Nemes
- Liu Jia

### Doppel
| Platz | Land        | Spieler                         |
| ----- | ----------- | ------------------------------- |
| 1     | Ungarn      | Krisztina Tóth / Csilla Bátorfi |
| 2     | Luxemburg   | Ni Xialian / Peggy Regenwetter  |
| 3     | Schweden    | Åsa Svensson / Marie Svensson   |
| 3     | Deutschland | Elke Schall / Nicole Struse     |

## Ergebnisse Herren

### Mannschaft
| Platz | Land        | Spieler                                                               |
| ----- | ----------- | --------------------------------------------------------------------- |
| 1     | Schweden    | Jan-Ove Waldner Jörgen Persson Peter Karlsson                         |
| 2     | Deutschland | Jörg Roßkopf Timo Boll Peter Franz Steffen Fetzner                    |
| 3     | Polen       | Michał Dziubański Tomasz Krzeszewski Marcin Kusinski Lucjan Błaszczyk |
| 4     | Dänemark    | Allan Bentsen Michael Maze Martin Monrad Finn Tugwell Mads Sorensen   |

Weitere Platzierungsspiele der übrigen Mannschaften ergaben folgendes Ergebnis:
| Platz | Land           |
| ----- | -------------- |
| 5     | Frankreich     |
| 6     | Tschechien     |
| 7     | Österreich     |
| 8     | Niederlande    |
| 9     | BR Jugoslawien |
| 10    | Russland       |
| 11    | England        |
| 12    | Belgien        |
| 29    | Luxemburg      |
| 37    | Schweiz        |

### Einzel
| Platz | Land       | Spieler         |
| ----- | ---------- | --------------- |
| 1     | Schweden   | Peter Karlsson  |
| 2     | Kroatien   | Zoran Primorac  |
| 3     | Tschechien | Petr Korbel     |
| 3     | Schweden   | Jan-Ove Waldner |

Im Viertelfinale waren ausgeschieden:
- Patrick Chila
- Jörgen Persson
- Lucjan Błaszczyk
- Philippe Saive

### Doppel
| Platz | Land                          | Spieler                              |
| ----- | ----------------------------- | ------------------------------------ |
| 1     | Frankreich                    | Patrick Chila / Jean-Philippe Gatien |
| 2     | Griechenland / BR Jugoslawien | Kalinikos Kreanga / Ilija Lupulesku  |
| 3     | Deutschland                   | Lars Hielscher / Thomas Keinath      |
| 3     | Österreich                    | Werner Schlager / Karl Jindrak       |

## Ergebnisse Mixed
| Platz | Land                       | Spieler                               |
| ----- | -------------------------- | ------------------------------------- |
| 1     | BR Jugoslawien / Litauen   | Aleksandar Karakašević / Rūta Budiene |
| 2     | BR Jugoslawien / Schweden  | Ilija Lupulesku / Marie Svensson      |
| 3     | Griechenland / Deutschland | Daniel Tsiokas / Jie Schöpp           |
| 3     | Kroatien                   | Roko Tošić / Sandra Paović            |

## Wissenswertes
- Für Steffen Fetzner ist dies das letzte internationale Turnier, das er für den DTTB bestreitet.
- Die jüngste Teilnehmerin war die 13-jährige Dänin Mie Skov.
- Der 20-jährige Dominik Marxer aus Liechtenstein nahm auf eigene Kosten an dem Turnier teil.[1]
- Im Rahmenprogramm wurde ein Rundlauf mit 212 Teilnehmern durchgeführt. Dies führte zu einem Eintrag ins Guinness-Buch der Rekorde.[2]